# Samana (geslacht)
Samana is een geslacht van vlinders van de familie spanners (Geometridae), uit de onderfamilie Oenochrominae.

## Soorten
- S. acutata Butler, 1877
- S. falcatella Walker, 1863